# Národní park Gír
Národní park Gír ja chráněné území v okrese Gír Somnáth v indickém státě Gudžarát ve vnitrozemí Káthijávárského poloostrova. Park leží v rozlehlejší chráněné oblasti zvané Gírský les.
Původně byl loveckým revírem navábů z Džúnágadhu, v roce 1965 zde byl vyhlášen národní park o rozloze 258 km2. Okolo něj se nachází přírodní rezervace a celková rozloha chráněného území je 1412 km2. Tvoří jej tropický střídavě vlhký les týků a akácií, hlavním zdrojem vody je přehrada Kamléšvar. Gírský les je jediným místem na světě, kde žije lev perský ve volné přírodě. Díky úspěšnému záchrannému programu jeho populace roste, v roce 2015 bylo napočítáno 523 kusů. Dalšími obyvateli parku jsou levhart indický, hyena žíhaná, medojed kapský, nilgau, gazela indická, výr bengálský, orlík chocholatý, páv korunkatý, krokodýl bahenní a kobra indická.